# 格尼切西克湖
46°3′49″N 34°45′37″E / 46.06361°N 34.76028°E
格尼切西克湖（烏克蘭語：Генічеське озеро），是烏克蘭的湖泊，位於該國南部赫爾松州，長4.9公里、寬2.9公里，面積9.2平方公里，最大水深0.6米，該地區每年降雨量350至400毫米。